# Tixati
Tixati — бесплатный BitTorrent-клиент для Microsoft Windows и Linux, отличающийся предоставлением пользователю расширенного контроля над торрентами, и в то же время сравнимый по нетребовательности к оперативной памяти с такими клиентами как µTorrent и Halite

## Разработка
Первая публичная версия Tixati 1.12 beta-1 стала доступна на официальном сайте 27 июня 2009 года. Известно, что разработчик Tixati ранее работал над WinMX — файлообменной сетью, популярной в первой половине 2000-х. Программа написана на C++.

## Описание
Tixati обладает полным набором возможностей, характерных для современных торрент-клиентов:
- Поддержка magnet-ссылок, снимающих необходимость загрузки .torrent-файлов.
- Поддержка расширений BitTorrent-протокола Peer exchange и DHT, позволяющих загружать бестрекерные торренты.
- Наличие режима начальной раздачи (суперсид).
- Настройка приоритетов загрузки отдельных файлов внутри торрентов.
- Настройка прокси для соединения с трекерами и/или пирами.
- Поддержка соединения по UPnP и UDP.
- Планировщик, автоматический запуск загрузки торрентов из ленты новостей RSS.

Из отличительных возможностей Tixati можно выделить:
- Простой интерфейс[4][3].
- Исчерпывающие графические и журнальные данные о состоянии торрентов.
- Возможность экспортирования .torrent-файлов из magnet-ссылок и наоборот.
- Экспортирование/импортирование фильтров IP-адресов и других настроек.
- Настройка максимальных скоростей для отдельных файлов.
- Усовершенствованный алгоритм подбора наиболее подходящих пиров.
- Наличие своей системы шифрованного обмена сообщениями (конференции, личные сообщения, обмен списками файлов и потоковая трансляция мультимедиа).
- Поддержка расширения BEP-21[5] (англ. Extension for partial seeds).
- Поддержка шифрования RC4[6].

Tixati, в отличие от популярных бесплатных торрент-клиентов µTorrent, Vuze, BitComet, не является adware и не пытается навязать пользователю рекламные баннеры или установку тулбара в браузер.